# NT5C1A
NT5C1A (англ. 5'-nucleotidase, cytosolic IA) – білок, який кодується однойменним геном, розташованим у людей на короткому плечі 1-ї хромосоми.  Довжина поліпептидного ланцюга білка становить 368 амінокислот, а молекулярна маса — 41 021.
| 10         |  | 20         |  | 30         |  | 40         |  | 50         |
| ---------- |  | ---------- |  | ---------- |  | ---------- |  | ---------- |
| MEPGQPREPQ |  | EPREPGPGAE |  | TAAAPVWEEA |  | KIFYDNLAPK |  | KKPKSPKPQN |
| AVTIAVSSRA |  | LFRMDEEQQI |  | YTEQGVEEYV |  | RYQLEHENEP |  | FSPGPAFPFV |
| KALEAVNRRL |  | RELYPDSEDV |  | FDIVLMTNNH |  | AQVGVRLINS |  | INHYDLFIER |
| FCMTGGNSPI |  | CYLKAYHTNL |  | YLSADAEKVR |  | EAIDEGIAAA |  | TIFSPSRDVV |
| VSQSQLRVAF |  | DGDAVLFSDE |  | SERIVKAHGL |  | DRFFEHEKAH |  | ENKPLAQGPL |
| KGFLEALGRL |  | QKKFYSKGLR |  | LECPIRTYLV |  | TARSAASSGA |  | RALKTLRSWG |
| LETDEALFLA |  | GAPKGPLLEK |  | IRPHIFFDDQ |  | MFHVAGAQEM |  | GTVAAHVPYG |
| VAQTPRRTAP |  | AKQAPSAQ   |  |            |  |            |  |            |

A: Аланін

C: Цистеїн

D: Аспарагінова кислота

E: Глутамінова кислота

F: Фенілаланін

G: Гліцин

H: Гістидин

I: Ізолейцин

K: Лізин

L: Лейцин

M: Метіонін

N: Аспарагін

P: Пролін

Q: Глутамін

R: Аргінін

S: Серин

T: Треонін

V: Валін

W: Триптофан

Кодований геном білок за функцією належить до гідролаз. 
Задіяний у такому біологічному процесі як метаболізм нуклеотидів. 
Білок має сайт для зв'язування з нуклеотидами, іоном магнію. 
Локалізований у цитоплазмі.